# 変流器

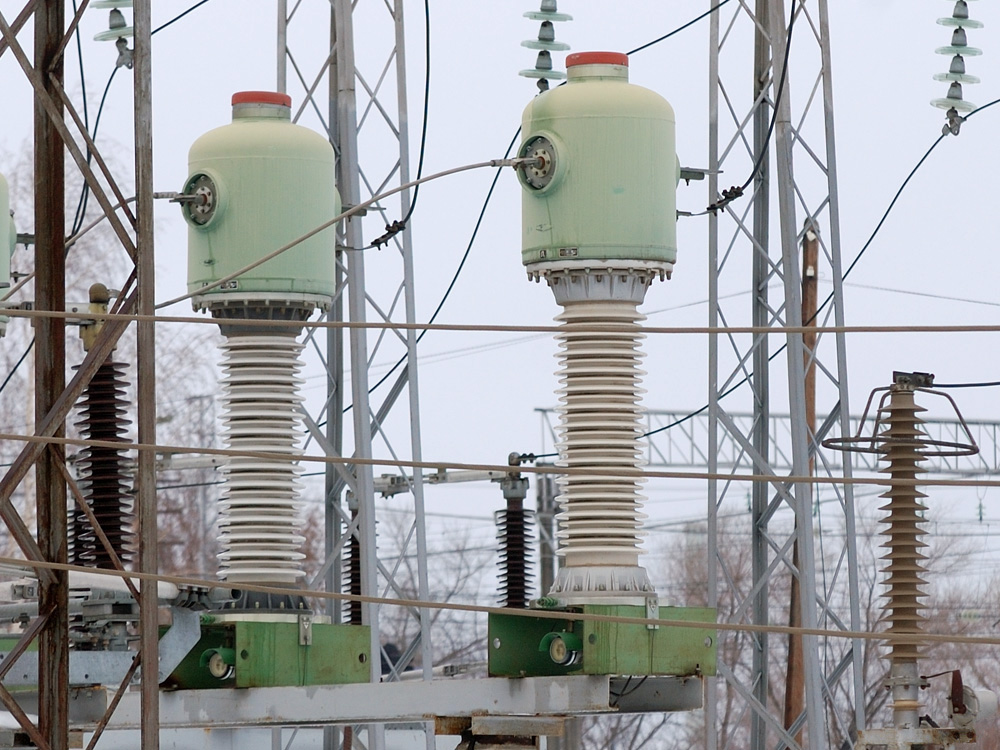
SF_{6} 110kV変流器

変流器（へんりゅうき）は変成器の一種で、交流電流を変換する電子部品であり、電流変成器やカレントトランスともいう。変流器のうち特に測定を目的に用いられるものを計器用変流器（けいきようへんりゅうき）という。

## 概要

変流器の基本構造

基本的な変流器は、磁気的に結合した2つの巻線によって構成される。エネルギー保存則により一次側巻線と二次側巻線の電力は等しくなるが、電力は電圧と電流の積によって求まるため、その巻線の巻数の違いによって電流の大きさを変化させることができる。
すなわち、一次側の巻数をN1、一次側の電流をI1、二次側の巻数をN2、二次側の電流をI2、とすると次の式が成り立つ。
{\displaystyle {\frac {N_{2}}{N_{1}}}={\frac {I_{1}}{I_{2}}}}
二次端子が開放状態になると二次端子に高電圧が発生し、絶縁破壊による巻線の破損、計器の破損を起こす危険がある。

## 構造

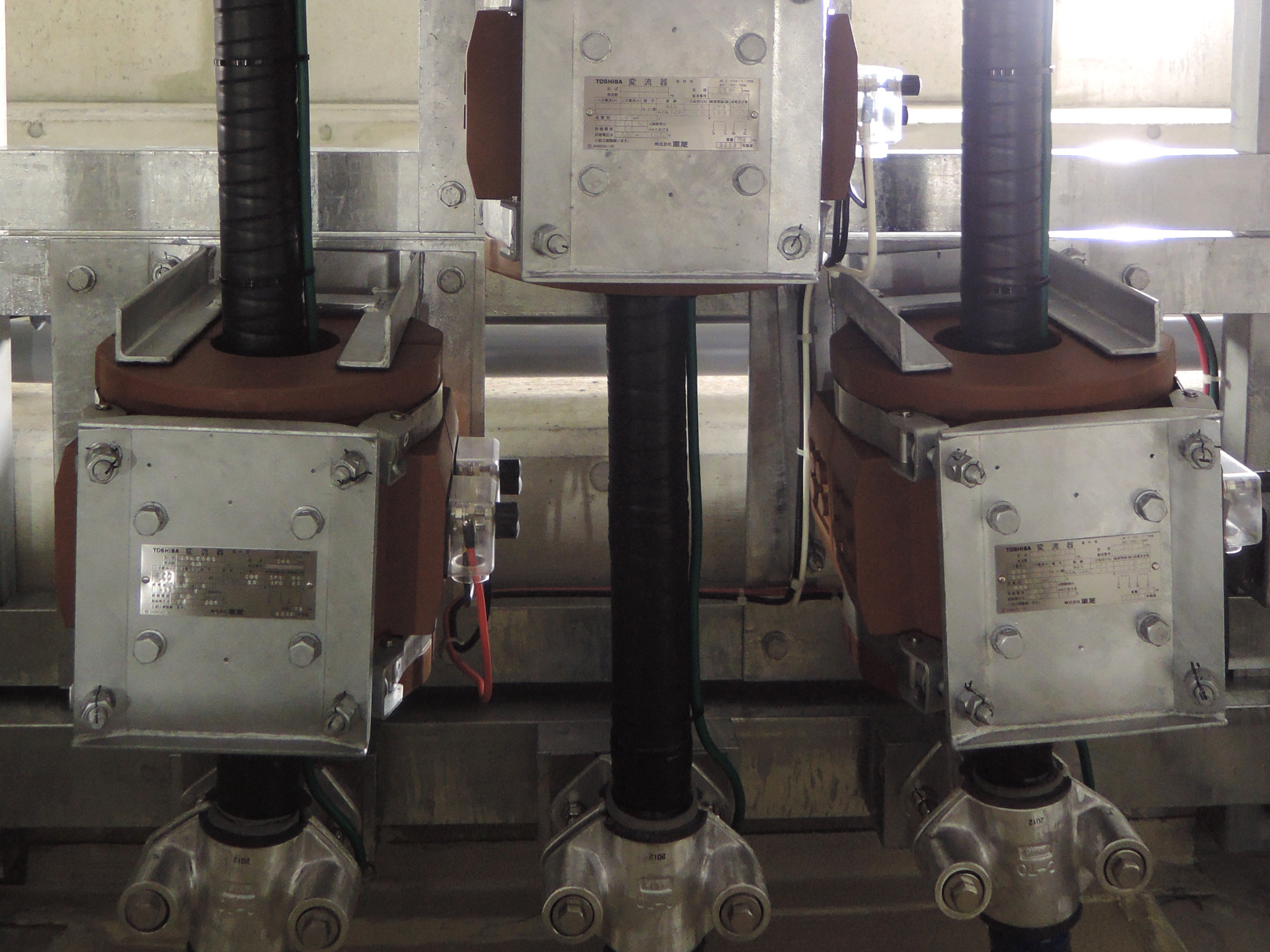
33kVケーブル貫通型変流器

- 一次導体の構造による分類
巻線型コイルになっているもの。
棒型棒状の導体が貫通しているもの。
貫通型測定する電線をそのまま貫通させ、一次導体として利用するもの。概ね1,000アンペア以上の大電流回路に用いられる。
- 絶縁の種類
  - エポキシモールド形
  - 油入り式
- 使用される磁性材
  - パーマロイ
  - 方向性磁鋼板
  - フェライト

## 変流器の種類

### 零相変流器

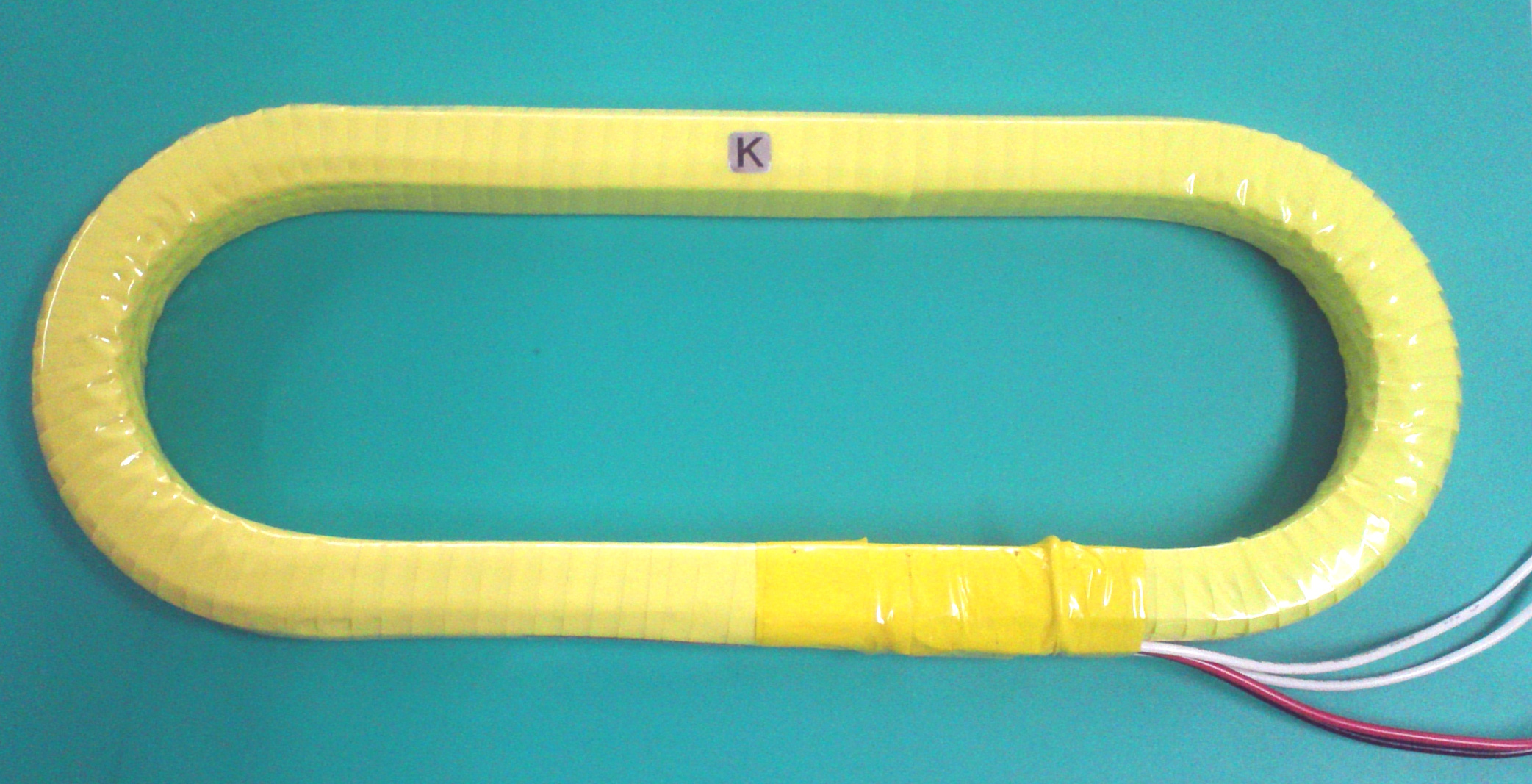
楕円形零相変流器の一例

零相変流器（れいそうへんりゅうき, 英語: ZCT, Zero-phase-sequence Current Transformer）は、地絡故障時に流れる零相電流を検出する変流器である。
これは、貫通型のものに三相共ケーブルを貫通させ、電流のベクトル和を見るもので、通常三相電流のベクトル和は相殺されて0になるが、地絡すると、グランドを電路とし電流が流れるため、ベクトル和が0にならないことを利用したものである。

### 光CT
電流による磁場の変化を、ファラデー効果により検出する方式の変流器。

### 計器用変流器
計器用変流器（けいきようへんりゅうき, 英語: CT, Current Transformer）は、交流電流計の測定範囲拡大に使われる変成器の一種である。
JISにおいては単に変流器と呼ぶ。これは変圧器と異なり測定用途以外で変流器が用いられる機会がほとんどなく、混乱を生じることがないためである。